# Sigiriya
Sigiriya (singalesisk, සීගිරිය; tamil, sinhagiri - சிங்ககிரி; med betydningen "løveklippen") er navnet på resterne af en historisk by og palads beliggende i Sri Lanka på toppen af en flad, 180 m høj klippe, omgivet af jungle på alle steder. Stedet kom i 1982 på UNESCO's Verdensarvsliste.

## Geografi
Klippen, hvorpå Sigiriya er bygget, er en enorm sten, en såkaldt monolit, der befinder sig 349 m over havet og omtrent 180 m over omgivelserne. Klippen er på sine steder så stejl, at dens top hænger udover siderne.

## Historie
Fra omkring år 300 før vores tidsregning var der et buddhistisk tempel på Sigiriya.
Kong Kasyapa, der var konge fra 479 – 495, byggede i det 5. århundrede et palads-kompleks på toppen af klippen, og flyttede hovedstaden i Anuradhapura til Sigiriya. Kong Kasyapa var blevet konge efter at have dræbt sin fader, og havde valgt at bygge sit palads på et let beskyttet sted, for at kunne beskytte sig mod sin bror Moggallana, der var den retmæssige arving til tronen.
I buddhistisk mytologi var Alakamanda navnet på en vidunderligt smuk by, der tilhørte guderne og befandt sig oppe i skyerne. Muligvis var kong Kasyapa inspireret af denne myte til at bygge sin egen version af Alakamanda. Alle sider på klippen blev malet hvide, for at fremmane en illusion om at paladset var bygget på en hvid sky, der svævede over trætoppene.
Kong Kasyapa blev styrtet af Moggallana i år 495, og derefter flyttede hovedstaden fra Sigiriya tilbage til Anuradhapura.
Et buddhistisk tempel på klippen var aktivt indtil det 13. - 14. århundrede. Stedet er i dag et populært turistmål.

## Arkitektur
I området omkring foden af klippen var der anlagte haver og damme med blomstrende vandplanter. Ingeniørkunst blev taget i brug for at bygge et underjordisk vandreservoir, der ikke tørrede ud, når der var tørke. Haverne, en voldgrav og voldanlæg blev herfra forsynet med vand via et komplekst system af kanaler.
Stejle trapper fører op ad klippen mod toppen. Den vestvendte side af klippen var dekoreret med over 500 klippemalinger, der afbillede apsaraer, kvindelige guddommelige nymfer i form af sangere og dansere. I dag er det kun 21 af disse, der er bevarede. De befinder sig i en lille lomme halvvejs oppe af klippen, hvor de har været beskyttet af vejr og vind. 
Indgangen til paladset var udformet som en monumental løve, men i dag er det kun løvens poter, der er intakte. Ved den endelige opstigning til toppen passerer man igennem poterne. På toppen kan man i dag se ruinerne af de tidligere paladskonstruktioner - den kongelige trone, lejlighederne der var forbeholdt kongen og dronningen, samt et antal damme og en have.

## Trusler
Sri Lankas turistminister meddelte 26. juli 2021 at man inden for kort tid ville påbegynde en udvidelse af den delvist civile, delvist militære lufthavn 2 km fra Sigiriya, med det formål at gøre det lettere for turister at besøge området. UNESCO har allerede i 2001 advaret mod en sådan udvidelse af lufthavnen, da det blev vurderet at lydbølger og luftforurening fra flyene ville øge nedbrydningen af klippens malerier og overflade.

## Billeder fra Sigiriya
| - Sigiriya på en regnvejrsdag. - Sigiriya fotograferet af en drone fra luften. - Vejen til klippen. - Vandreservoir nær foden af klippen. - Klippemalerier. - En af løvefødderne ved indgangen. - Gamle og nye trapper. - Ruinerne på toppen. |